# Пиу-IX (Пиауи)

Пиу-IX на карте штата.

Пиу-IX (порт. Pio IX) — муниципалитет в Бразилии, входит в штат Пиауи. Составная часть мезорегиона Юго-восток штата Пиауи. Входит в экономико-статистический микрорегион Пиу-IX. Население составляет 17 671 человек на 2010 год. Занимает площадь 1947,212 км². Плотность населения — 9,08 чел./км².

## Демография
Согласно сведениям, собранным в ходе переписи 2010 г. Национальным институтом географии и статистики (IBGE), население муниципалитета составляет:
| Полное население                               | Полное население                               | Полное население                               | Полное население                               | 17 671 |
| ---------------------------------------------- | ---------------------------------------------- | ---------------------------------------------- | ---------------------------------------------- | ------ |
| в том числе:                                   | Городское население                            | 5291                                           | Процент городского населения, %                | 29,94  |
|                                                | Сельское население                             | 12 380                                         | Процент сельского населения, %                 | 70,06  |
|                                                | Мужское население                              | 8820                                           | Процент мужского населения, %                  | 49,91  |
|                                                | Женское население                              | 8851                                           | Процент женского населения, %                  | 50,09  |
| Плотность населения, чел/км²                   | Плотность населения, чел/км²                   | Плотность населения, чел/км²                   | Плотность населения, чел/км²                   | 9,08   |
| Население муниципалитета в % к населению штата | Население муниципалитета в % к населению штата | Население муниципалитета в % к населению штата | Население муниципалитета в % к населению штата | 0,57   |

По данным оценки 2016 года, население муниципалитета — 18 061 житель.

## Статистика
- Валовой внутренний продукт на 2003 год составляет 28 072 993,00 реалов (данные: Бразильский институт географии и статистики).
- Валовой внутренний продукт на душу населения на 2003 год составляет 1685,36 реалов (данные: Бразильский институт географии и статистики).
- Индекс развития человеческого потенциала на 2000 год составляет 0,572 (данные: Программа развития ООН).